# Liste der Burgen und Schlösser in München

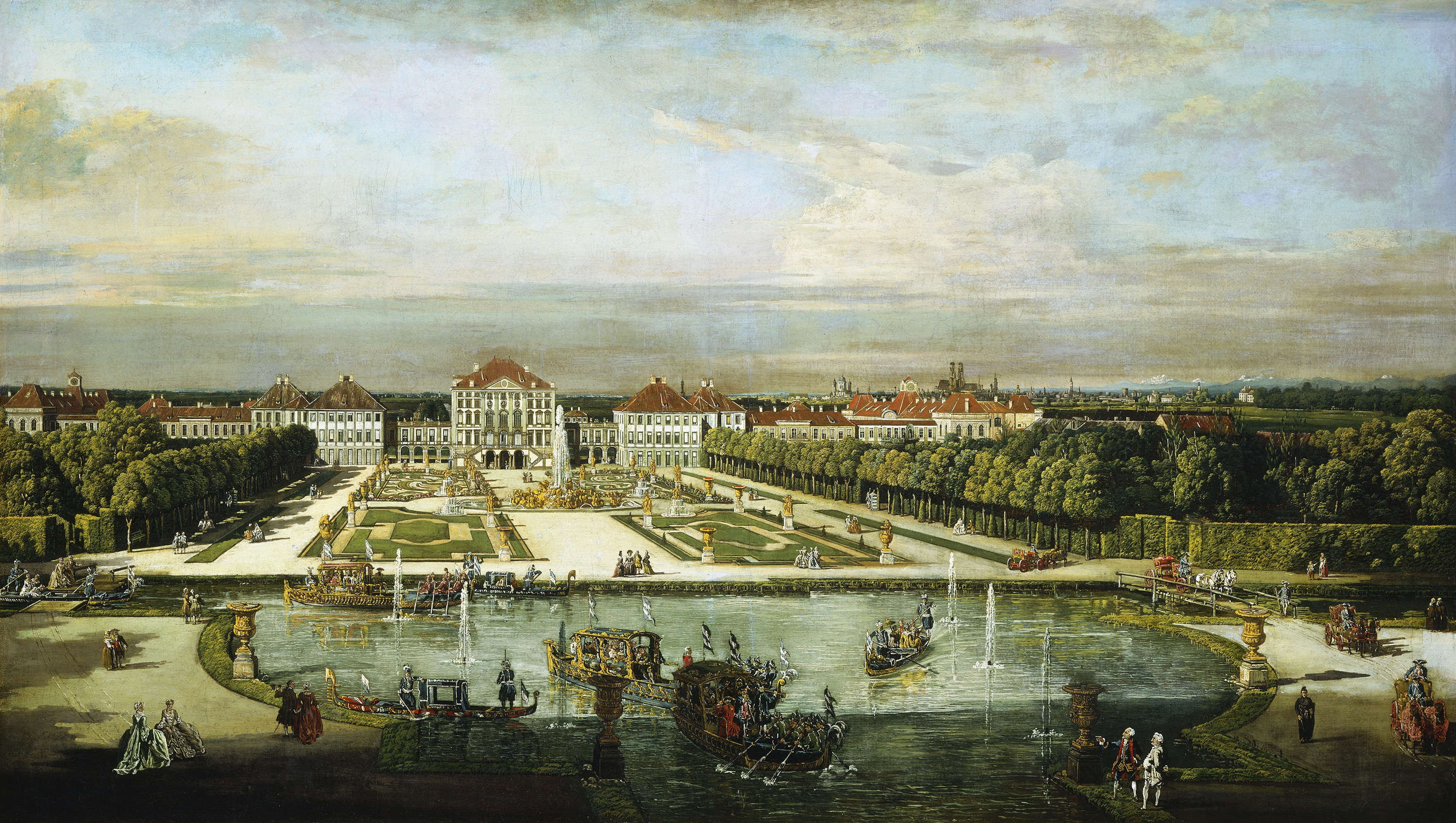
Nymphenburg 1761, Gemälde von Canaletto

Diese Seite gibt einen Überblick über Burgen und Schlösser im Stadtgebiet von München. Das sind zum einen die Residenzen der Herzöge von Bayern im ummauerten Stadtgebiet und ihre vor den Toren des damaligen Münchens gelegenen Schlösser, zum anderen heute auf dem Münchner Stadtgebiet liegende Edelsitze, z. B. Hofmarkschlösser einer Hofmark. Bauwerke, die nie Adelssitze waren und nur wegen ihrer Bauform oder aus Werbegründen „Schloss“ oder „Schlösschen“ genannt werden, sind hier nicht aufgeführt, Stadtpalais von Adligen sind unter Palais in München zu finden. Die Residenzen des Münchner Hofes, die sich in den benachbarten Landkreisen nahe der Stadt befinden, sind hier ebenfalls nicht aufgeführt.

## Erhaltene Schlösser
Von den heute noch erhaltenen Bauwerken zeigen nur der Alte Hof und Schloss Blutenburg den Bautyp einer Burganlage. Die 1385 entstandene Neuveste ist dagegen vollständig im Nordflügel der Residenz aufgegangen und kann daher als abgegangene Burganlage gelten.
| Name                     | Lage                                     | Bauzeit         | Anmerkungen | Bild             |
| ------------------------ | ---------------------------------------- | --------------- | --- | ---------------- |
| Schloss Allach           | Allach (Standort)                        | 1899            | auch Gilmer Schloss, Hauser Schloss, Schloss Waldeck, Schloss Karlsfeld, im Volksmund auch Neuschwanstein im Dachauer Moos                                        | weitere Bilder   |
| Alter Hof                | Altstadt (Standort)                      | 13. Jahrhundert | erste Residenz der Wittelsbacher in München | weitere Bilder   |
| Schlösschen Birkenleiten | Untergiesing, Birkenleiten 15 (Standort) | 18. Jahrhundert | | weitere Bilder   |
| Schloss Blutenburg       | Obermenzing (Standort)                   | 1431–1440       | unter Herzog Albrecht III. als Landsitz ausgebaut, heute Sitz der Internationalen Jugendbibliothek                                                                | weitere Bilder   |
| Schloss Freiham          | Aubing (Standort)                        | 1680            | Adelssitz der Grafen von Yrsch, später im Besitz der Unternehmerfamilie Maffei; heute Bürogebäude                                                                 | weitere Bilder   |
| Schloss Fürstenried      | Fürstenried (Standort)                   | 1715–1717       | unter Kurfürst Max Emanuel durch Joseph Effner als Jagdschloss errichtet, heute Exerzitienhaus und Schulpastorales Zentrum des Erzbistums München und Freising    | weitere Bilder   |
| Schloss Gatterburg       | Pasing (Standort)                        | 1817 / 1869     | als Landsitz für Prinz Karl errichtet, 1862 vom Grafen Gatterburg erworben, 1869 Teilabriss und Umbau, ab 1923 Passionistenkloster, seit 1999 Bürogebäude         | weitere Bilder   |
| Residenz                 | Altstadt (Standort)                      | 1568–1842       | mit Hofgarten, ab dem 16. Jahrhundert Residenz der bayerischen Herzöge, Kurfürsten und Könige                                                                     | weitere Bilder   |
| Schloss Nymphenburg      | Nymphenburg (Standort)                   | 1664–1716       | Mittelbau von Agostino Barelli, Seitengalerien und -pavillons von Enrico Zuccalli und Giovanni Antonio Viscardi, Sommerresidenz der Wittelsbacher mit Schlosspark | weitere Bilder   |
| Nymphenburg: Amalienburg | Schlosspark Nymphenburg (Standort)       | 1734–1739       | erbaut als Jagdschlösschen für die Fasanenjagd | weitere Bilder   |
| Nymphenburg: Badenburg   | Schlosspark Nymphenburg (Standort)       | 1718–1722       | mit zweigeschossigem Badesaal mit einem Badebecken mit einer Fläche von 8,70 m × 6,10 m und einer Tiefe von 1,45 m                                                | weitere Bilder   |
| Nymphenburg: Pagodenburg | Schlosspark Nymphenburg (Standort)       | 1716–1719, 1767 | doppelgeschossiger achteckiger Bau mit vier kurzen Seitenflügeln                                                                                                  | weitere Bilder   |
| Pelkovenschlössl         | Moosach (Standort)                       | 1690            | Hofmarkschloss derer von Pelkoven, vorübergehend genutzt als Wirtshaus, Gärtnerei, Schulhaus und Wohngebäude, seit 2004 Nutzung als Kultur- und Bürgerhaus        | Pelkovenschlössl |
| Schloss Perlachsoed      | Perlach (Standort)                       | 1697            | auch Schloss Neusönner genannt, in Privatbesitz | weitere Bilder   |
| Schloss Suresnes         | Schwabing (Standort)                     | 1715–1718       | | weitere Bilder   |

## Abgegangene Schlösser
Hier sind Bauwerke aufgelistet, die in dem Bauzustand als Schloss abgegangen sind. Abgegangene Burganlagen finden sich unter Liste der Burgställe in München.
| Name                                                    | Lage                                                                                             | Bauzeit                     | Anmerkungen | Bild                                                 |
| ------------------------------------------------------- | ------------------------------------------------------------------------------------------------ | --------------------------- | --- | ---------------------------------------------------- |
| Jagdschloss Berg am Laim                                | Berg am Laim, Josephburgstraße 24 (Standort)                                                     | um 1732                     | |                                                      |
| Altes Schloss Biederstein                               | Schwabing (Standort)                                                                             | Anfang 18. Jahrhundert      | ursprünglich Herrenhaus, 1803 von König Max I. für seine Frau Karoline erworben und umgebaut, 1825 Anbau fünfachsiger Flügelbauten, im Zweiten Weltkrieg zerstört                                                                                | Neues (links) und Altes (rechts) Schloss Biederstein |
| Neues Schloss Biederstein                               | Schwabing (Standort)                                                                             | 1826–1830                   | von Leo Klenze im klassizistischen Stil errichtet, 1934 abgerissen | Neues (links) und Altes (rechts) Schloss Biederstein |
| Clemensschlössl                                         | Maxvorstadt, Elisenstraße 1 (Standort)                                                           | vor 1752                    | genutzt von Clemens August von Bayern, ab 1804 Amtssitz und Wohnung des Hofgartenintendaten Friedrich Ludwig Sckell, 1827 für das Kadettenkorps erweitert, um 1890 beim Bau des Justizpalastes abgerissen                                        | weiteres Bild                                        |
| Schloss Harlaching                                      | Harlaching (Standort)                                                                            | nach 1700                   | das Schloss wurde kurz nach 1700 durch Freiherr Markus Christoph von Mayr nach Plänen von Enrico Zuccalli errichtet, es wurde 1796 durch Feuer beschädigt und war auch beim Brand am 18. September 1800 betroffen, es existiert heute nicht mehr | Schloss Harlaching                                   |
| Josephsburg                                             | Berg am Laim (Standort)                                                                          | 1691–93                     | unter Erzbischof und Kurfürst Joseph Clemens von Bayern von Enrico Zuccalli erbaut |                                                      |
| Schloss Neuberghausen (Hompesch-Schlössl)               | Bogenhausen, Maria-Theresia-Straße 35 (auf dem Gebiet des Bogenhausener Kirchplatzes) (Standort) |                             | 1740 durch Kurfürst Karl Albrecht, 1760–1763 Umbau zum Herrensitz (Ignaz Anton Gunetzrhainer und François de Cuvilliés d. Ä.), 1862 abgebrochen                                                                                                  | Schloss Neuberghausen                                |
| Jagdschloss Neudeck                                     | Au, Mariahilfplatz (Standort)                                                                    | 1511                        | unter Herzog Wilhelm IV. erbaut, nach 1905 abgerissen |                                                      |
| Jagdschloss Neuhausen                                   | Neuhausen (Standort)                                                                             |                             | am 7. Januar 1945 durch Bomben zerstört, vorher durch das Rote Kreuz genutzt |                                                      |
| Hofmarkschloss Pasing                                   | Pasing, Am Wasserschloss (Standort)                                                              | erstmals im 12. Jahrhundert | Nachfolgebauten 1815 abgebrochen |                                                      |
| Ansitz Pilgramsheim (Pilgramsheim, Schloss Pilgersheim) | Untergiesing-Harlaching (Pilgersheimer Straße) (Standort)                                        | 1760 bis 1784               | Adelssitz mit Freirechten, später Fabrik, 1930–32 abgerissen und mit Wohnsiedlung überbaut |                                                      |
| Schloss Stepperg                                        | Bogenhausen (Standort)                                                                           | nach 1630                   | [ 7 ] |                                                      |
| Wittelsbacher Palais                                    | Maxvorstadt (Standort)                                                                           | 1843–1848                   | von Friedrich von Gärtner als Kronprinzenpalais für den späteren bayerischen König Maximilian II. errichtet; bei Luftangriffen 1944 schwer beschädigt, 1964 ganz abgebrochen; seit 1984 Gedenktafel Ecke Brienner Straße/Türkenstraße            | weitere Bilder                                       |